# 柳市东站
柳市东站位于中华人民共和国浙江省温州市乐清市柳市镇规划沿江大道与规划纵二路、纵七路交叉口之间，是温州轨道交通S2线的一座中间站。本站于2023年8月26日随S2线的开通而启用。

## 车站结构
本站为路侧高架二层侧式车站（两台两线），总建筑面积为9885.4平方米，设有2个出入口，以及卫生间1处、母婴室1间。

### 车站楼层
| 地上二层 | 侧式站台 | 侧式站台                                 | 侧式站台 | 侧式站台 |
|          | 一站台   | █ S2线 清东路方向（下站：翁垟）          |          |          |
|          | 二站台   | █ S2线 东山方向（下站：灵昆）            |          |          |
|          | 侧式站台 |                                          |          |          |
| 地面     | 站厅     | 售票机、客服中心、商店、警务室、安检设施 |          |          |

### 站台
本站设有两个侧式站台。

## 公交接驳
- 配套站点：本站西侧设“S2柳市东站”公交停靠站1个[6]。
- 配套线路：2条（乐清25路、乐清222路）[6]。